# La Raulito (pel·lícula)
La Raulito és una pel·lícula argentina de 1975, dirigida pel director xilè Lautaro Murúa i protagonitzada per Marilina Ross i la nena Juanita Lara. Va ser estrenada el 10 de juliol de 1975, a Buenos Aires.
La Raulito va ser un de les pel·lícules argentines més reeixides de la dècada del 70. També va tenir un important èxit en altres països, principalment a Espanya. Per a molts dels actors, el fet d'haver pertangut al ventall de la pel·lícula va significar una decisiva carta de presentació per a obtenir ocupació a Espanya.

## Sinopsi
La pel·lícula relata un cas real d'una seguidora del club de futbol Boca Juniors de Buenos Aires, volguda per la barra del club, de nom María Esther Duffau.
La Raulito és una nena del carrer, a Buenos Aires, que adopta la identitat d'un home per a sobreviure. El film pren un moment de la seva vida, ja adolescent, deambulant entre el reformatori per a delinqüents juvenils, la presó i l'hospital neuropsiquiátrico. Raulito escapa i troba refugi i treball com «canillita» d'un quiosquer de l'estación Constitución (Luis Politti). També coneix a una altra nena/nen del carrer, Medio Pollo (Juanita Lara), que es torna el seu millor amic/a. Tots dos acaben escapant a Mar del Plata.

## Repartiment
- Marilina Ross com La Raulito.
- Duilio Marzio.
- María Vaner.
- Luis Politti com el quiosquer
- Fernanda Mistral.
- Ana María Picchio.
- Virginia Lago.
- Jorge Horacio Martínez com el jutge.
- Adriana Aizemberg.
- Anita Larronde.
- Juanita Lara com Medio Pollo.
- Mario Luciani.
- Zulema Katz.
- Mónica Escudero.
- María de la Paz.
- Nelly Tesolín.
- Cristina Banegas.
- Irene Morack.
- Pablo Cedrón.
- Blanquita Silván.
- Silvia Corica.
- Carlos Lasarte.
- Roberto Carnaghi.
- Ana María Arias.
- Martín Andrade.
- Sergio Hernández.

## Seqüela
En Espanya es va filmar una segona part de la pel·lícula, La Raulito en libertad, amb l'actuació de Charo López i guió d'Eduardo Barreiros i Eduardo Mignogna, encara que mai va aconseguir l'èxit de la preqüela argentina.

## Crítica
Manuel Alcalá en el seu llibre Cine para leer (1976) opina de la següent manera sobre l'actuació de Marilina Ross a La Raulito:
| « | Marilina Ross aconsegueix encarnar amb tal encert el prototip, que desborda literalment tota la resta del film. La gran actriu ha sabut encarnar magistralment en la seva mímica i el seu llenguatge, la seva vitalitat i la seva soltesa, a una Raulito adolescent, retardada en el seu desenvolupament corporal pel seu passat mal nodrit, però al mateix temps lúcida en les seves intuïcions i en la seva picardia, en lluitar per la seva dignitat humana… És estrany avui dia que el públic normal subratlli espontàniament amb una ovació tancada la projecció d'una pel·lícula qualsevol, un dia qualsevol en un cinema qualsevol. Això precisament passa amb ‘La Raulito’ en sessions, d'altra banda, abarrotades. | » |

## Premis
- Premis ACE (Nova York) (1979): Mejor film
- Premis Fotogramas de Plata: Millor intèrpret de cinema estranger (Marilina Ross)